# Gillmeria ochrodactyla
Gillmeria ochrodactyla là một loài bướm đêm thuộc họ Pterophoroidea. Nó được tìm thấy ở hầu hết châu Âu.

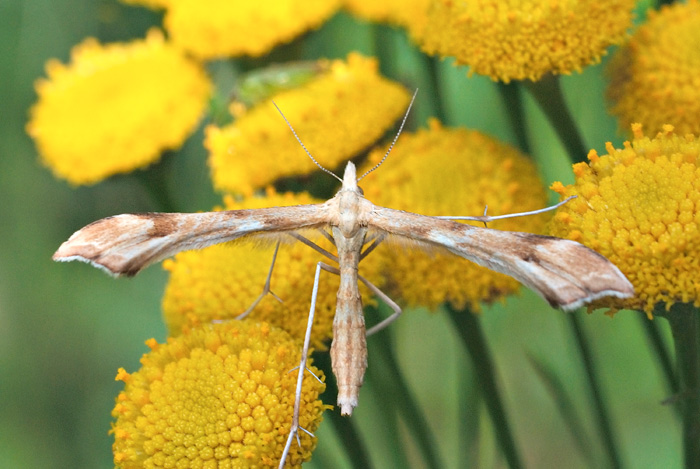

Loài này vẫn được gọi là Gillmeria tetradactyla cho đến gần đây, nhưng nay được gọi là Gillmeria ochrodactyla. Gillmeria tetradactyla là một tên không còn hiệu lực. Lý do loại bỏ sự lẫn lộn với Platyptilia tetradactyla.
Sải cánh dài 24–28 mm. The moth gặp ở tháng 6 đến tháng 7.
Ấu trùng ăn Tanacetum vulgare.

## Hình ảnh

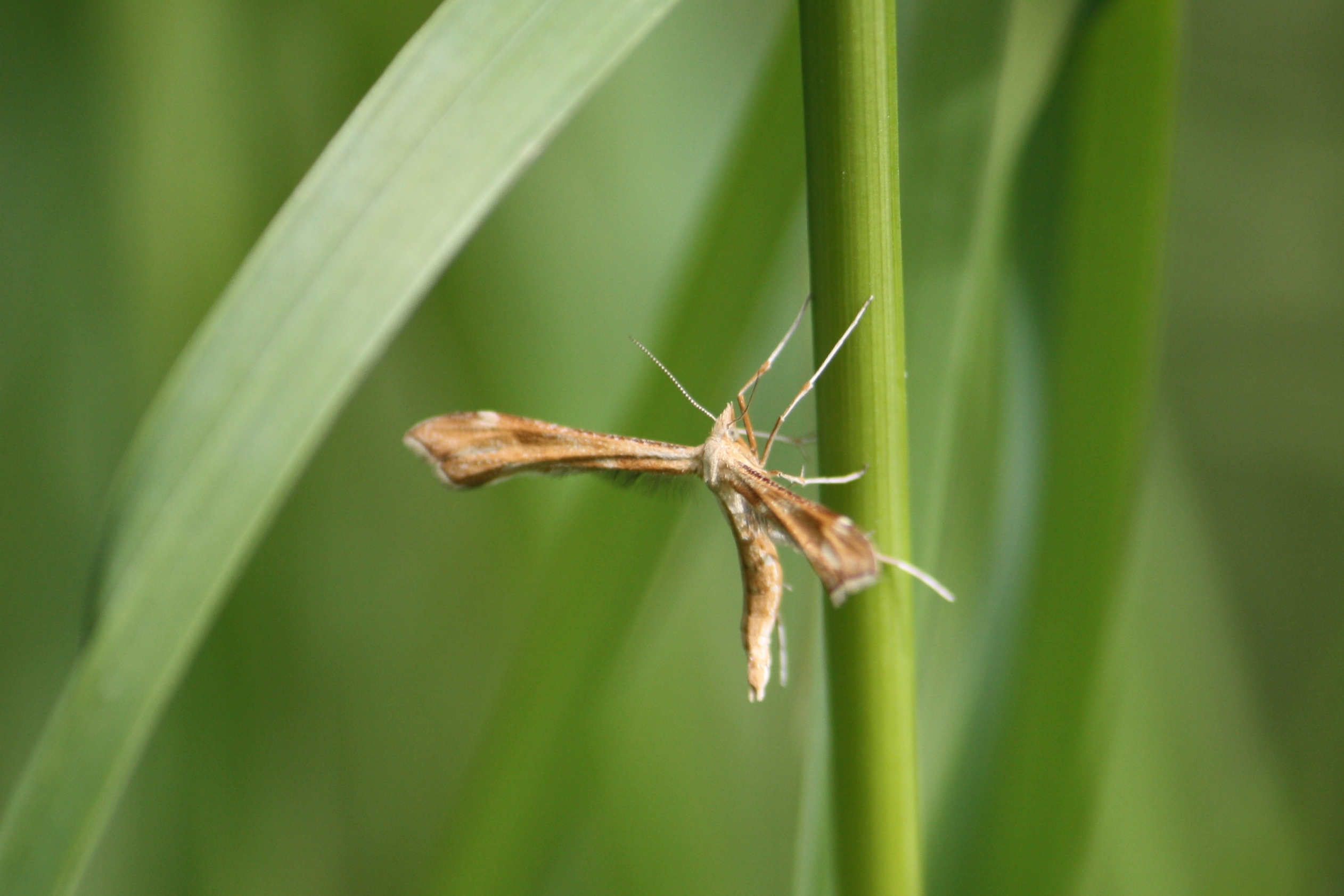
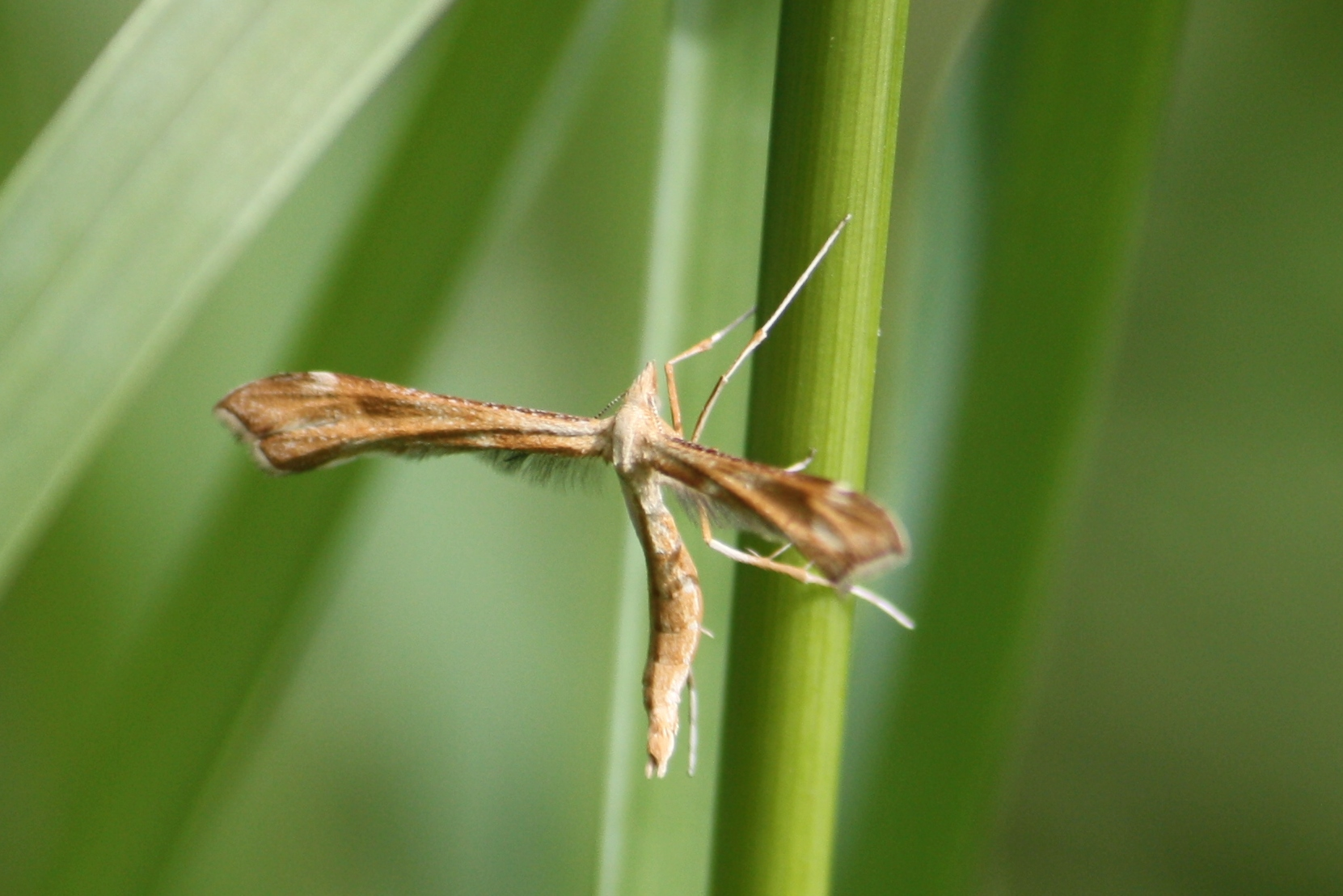
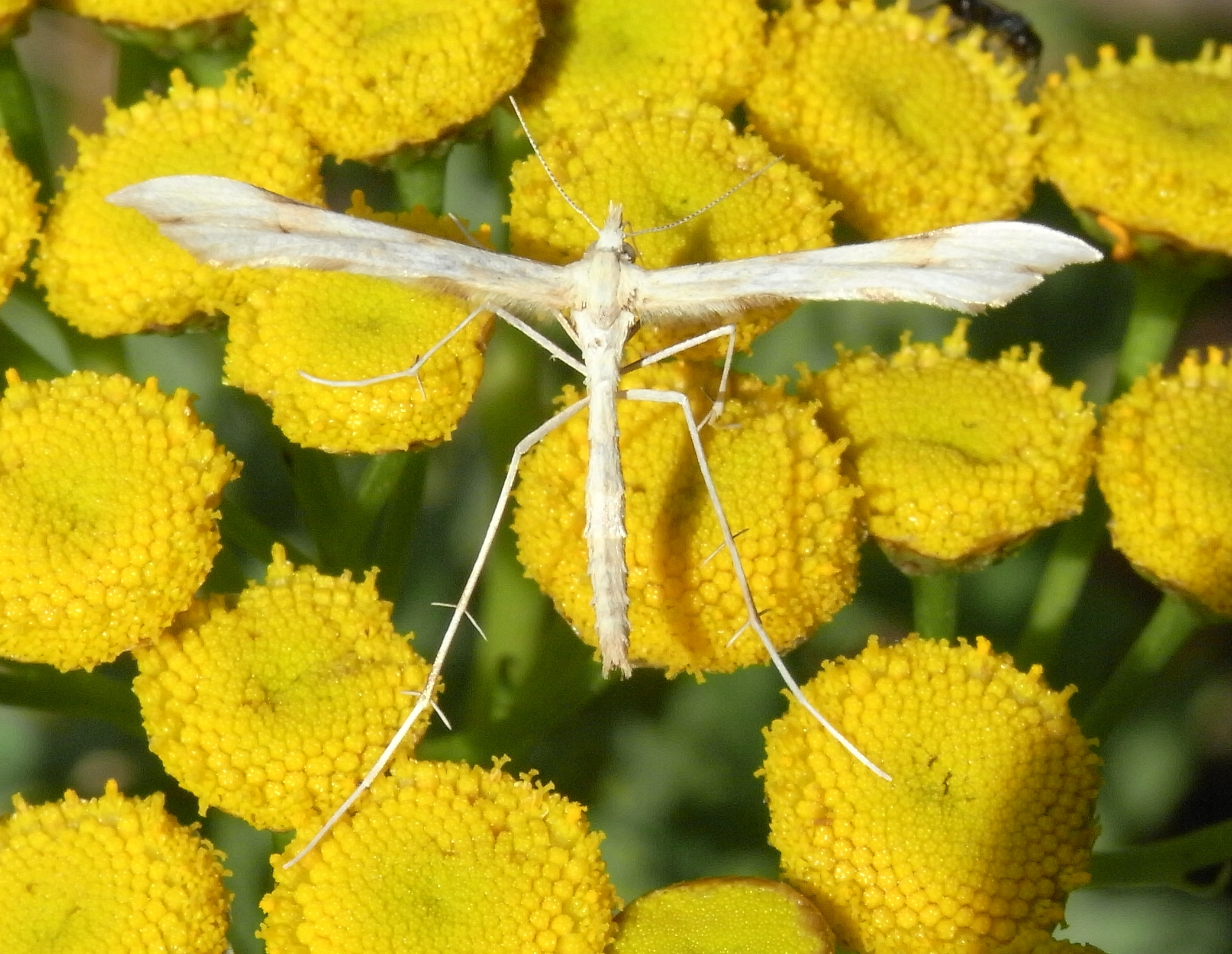
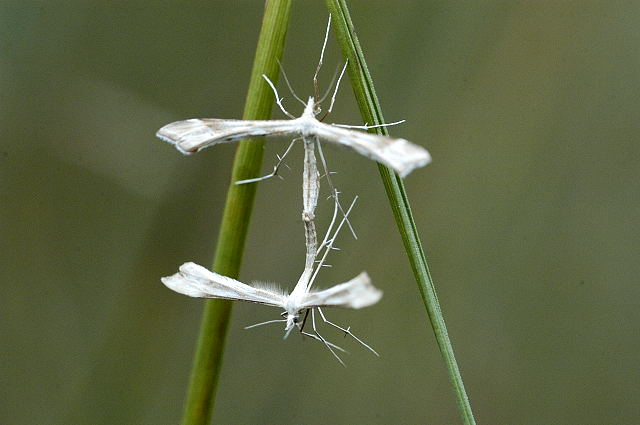